# Noel Knüsel
Noel Knüsel (* 2000) ist ein Schweizer Unihockeyspieler, welche beim Nationalliga-A-Verein Zug United unter Vertrag steht.